# Calatholejeunea
Calatholejeunea là một chi rêu trong họ Lejeuneaceae.